# Wincenty Kluczyński
Wincenty Kluczyński (ur. 30 września 1847 w Szarkowszczyznie, zm. 23 lutego 1917 w Ałupce na Krymie) − polski duchowny katolicki, arcybiskup mohylewski, sługa Boży Kościoła katolickiego.

## Życiorys
Urodził się 30 września 1847 w Szarkowszczyznie w powiecie dziśnieńskim jako najstarszy z trzech synów Adolfa Kluczyńskiego, pisarza gminnego i Franciszki z Korsaków. Do szkoły chodził w Dyneburgu. W 1865 wstąpił do Seminarium Duchownego w Wilnie. W 1867 r. został wysłany do Akademii Duchownej rzymskokatolickiej w Petersburgu. Ukończył ją w roku 1871 zdobywając stopień magistra teologii i został wyświęcony na kapłana w Kownie przez biskupa żmudzkiego, Macieja Wołonczewskiego. Tego samego roku zostaje powołany na profesora Seminarium Duchownego w Wilnie.
W 1889 jako spowiednik Bronisławy Stankowicz CSA  zainicjował powołanie bezhabitowego Zgromadzenia Sióstr od Aniołów w Wilnie. Nominowany na arcybiskupa mohylewskiego w 1910. Jako duchowny i zwierzchnik archidiecezji katolickiej obejmującej terytorium niemal całej Rosji, cierpiał szykany ze strony władz carskich. Archidiecezją rządził w latach 1910-1914. Papież Benedykt XV przyjął jego rezygnację w 1914. Otrzymał tytularne arcybiskupstwo  Philippopolis w Tracji. Następnie do śmierci przebywał głównie na Krymie. Po śmierci przewieziono jego ciało do Petersburga i złożono na cmentarzu Wyborskim. W 1929 ciało jego zostało przewiezione do Wilna i 17 kwietnia pochowane w katedrze wileńskiej.
Bp Władysław Blin - ordynariusz diecezji witebskiej - podjął na prośbę Sióstr od Aniołów starania o rozpoczęcie procesu beatyfikacyjnego abp. Wincentego Kluczyńskiego i mianował w tym celu postulatora - ks. Adama Sikorskiego MIC.